# Общественное Днепр
Общественное Днепр (укр. Суспільне Дніпро) или Филиал АО «НОТУ» «Днепровская региональная дирекция» (укр. Філія АТ «НСТУ» «Дніпровська регіональна дирекція) — украинский региональный телеканал Днепропетровской области, вещающий с 30 апреля 1958.

## История

### СССР
Днепропетровское телевидение начало своё вещание 30 апреля 1958 в 17:00, когда появилась телевизионная заставка «Показывает Днепропетровск». Первым на Днепропетровском телевидении выступил глава горисполкома Николай Гавриленко, который поприветствовал жителей города и области.
Основную часть сетки телевещания составляли художественные, документальные, научно-популярные и мультипликационные фильмы, а также киноконцерты. В июле 1958 года вышла первая детская передача, а затем состоялась трансляция первого концерта художественной самодеятельности. Появляются выпуски новостей. В конце 1958 года был построен основной павильон площадью 300 м².

### Наши дни
Днепропетровская региональная дирекция, как филиал Национальной общественной телерадиокомпании Украины, является крупнейшим региональным телерадиовещателем и современным радиотелевизионным комплексом. В состав филиала входят два аппаратно-студийных комплекса общей площадью 700 м². Аппаратные оснащены современными телекамерами, работающими в цифровом формате; микшерный видеопульт позволяет создавать передачи различных форматов.
Программы вне студии снимаются за счёт передвижной телестанции, оснащённой тремя телекамерами, цифровым видеомикшером и аппаратом повтора сюжетов, что позволяет вести трансляции спортивных соревнований, церемоний награждения и концертов. Оперативные съёмки проводятся цифровыми камерами, монтаж ведётся на станции нелинейного видеомонтажа. Подготовка и организация радиопередач ведётся в аппаратно-студийном комплексе радиовещания как в формате записи, так и в прямом эфире.
Телевизионный канал ранее назывался 51-м каналом и Днепропетровским государственным.
23 мая 2022 года в связи с обновлением дизайн-системы брендов НОТУ телерадиокомпания сменила название на «Общественное Днепр».
С 20 ноября по 18 декабря 2022 года телеканал филиала транслировал чемпионат мира по футболу 2022.

## География вещания
Основные передатчики находятся в следующих городах: Днепр, Никополь, Першотравенск, Павлоград, Вольногорск. Передача сигнала ведётся при помощи радиорелейных линий. В Кривом Роге, Марганце, Покрове, Апостолово, Каменском и Новомосковске программы Днепропетровской региональной дирекции национального общественного вещания транслируются в кабельных сетях. Общая зона покрытия составляет 85% области, аудитория порядка 3,8 млн. человек. Передачи, которые создаются коллективом телерадиокомпании, создаются для жителей области всех возрастов, профессий, социальных категорий, а также для жителей городов и деревень, у которых есть широкий круг интересов и увлечений.

## Фестивали
Днепропетровская дирекция НОТУ регулярно участвовала во Всеукраинских фестивалях журналистики «Милосердие» и «Человек и оружие», Всеукраинском фестивале телевизионных и радиопрограмм «Калиновые острова», Всеукраинских фестивалях туристических фильмов «Путешествуем вместе» и «Ветер путешествий», Международном телекинофоруме «Вместе» и других конкурсах, на которых регулярно завоёвывает призы.